# Bouvesse-Quirieu
Bouvesse-Quirieu is een gemeente in het Franse departement Isère (regio Auvergne-Rhône-Alpes). De plaats maakt deel uit van het arrondissement La Tour-du-Pin. Bouvesse-Quirieu telde op 1 januari 2022 1.493 inwoners.

## Geografie
De oppervlakte van Bouvesse-Quirieu bedroeg op 1 januari 2022 17,51 vierkante kilometer; de bevolkingsdichtheid was toen 85,3 inwoners per km².

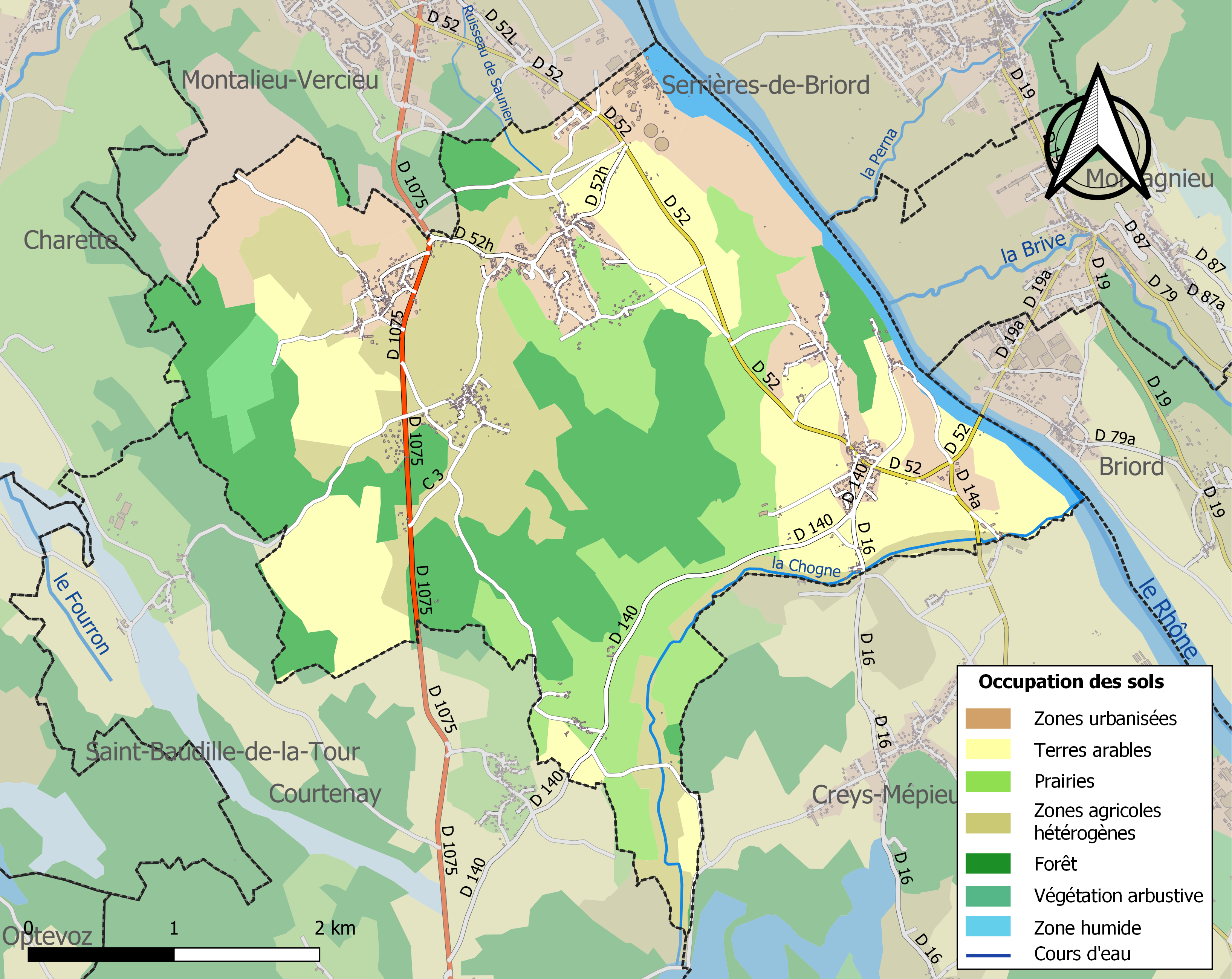
Kaart van de gemeente met de belangrijkste infrastructuur, bodemgebruik en omliggende gemeenten

## Demografie
Onderstaande figuur toont het verloop van het inwonertal (bron: INSEE-tellingen).